# AppImage
AppImage je formát pro distribuci přenosného softwaru na Linuxu bez nutnosti práv superuživatele pro instalaci aplikací. Cílem tohoto projektu je mimo jiné i umožnění distribuce a nasazení softwaru nezávisle na linuxové distribuci a jeho využití vývojáři aplikací. Poprvé byl vydán v roce 2004 pod jménem klik, následně byl průbězně vyvíjen, v roce 2011 přejmenován na PortableLinuxApps a později v roce 2013 na AppImage.
Cíli projektu AppImage jsou: jednoduchost, binární kompatibilita, distro agnosticismus, žádná instalace, žádná root oprávnění, přenositelnost a zachování operačního systému v nedotčeném stavu.